# Paul Smara
Paul Alphonse Marie Dubois dit Paul Smara, né le 31 août 1899 à Nozay et mort le 28 mai 1978 à Paris, est un dessinateur français.

## Biographie

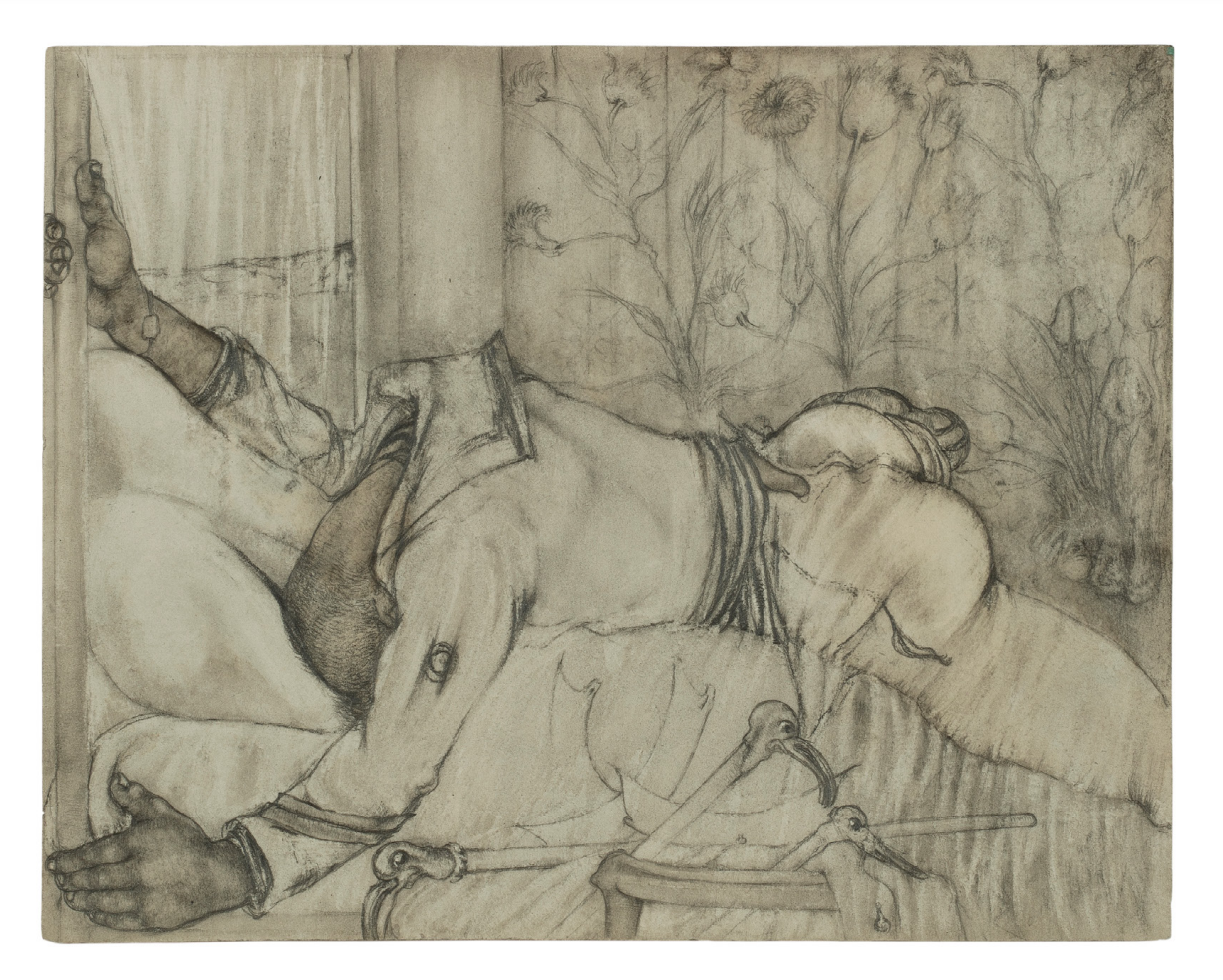
Marin, par Paul Smara.

Réformé militaire en 1918 pour « insuffisance de développement », Dubois hante le Paris des années folles, où il croise Maurice Sachs, qui se souviendra de lui dans Au Temps du Bœuf sur le Toit,.
Spécialiste du nu masculin, signant ses dessins exécutés à la mine de plomb « Paul Smara », il a été actif en tant qu'artiste durant les années 1930-1950. 
Ami de Jean Cocteau, René Crevel et Jean-Michel Frank, il fut soutenu par le mécène Arturo Lopez. Son univers, proche de celui des romans de Jean Genet qui le connaissait bien, est peuplé de marins dont les amours clandestines sont abritées par les hôtels borgnes de Brest, Toulon et Marseille.
Sa vie reste assez mal mal connue,.